# MUL.APIN
MUL.APIN (𒀯𒀳) je dogovorjeno poimenovanje za babilonski kompendij, ki govori o različnih vidikih babilonske astronomije in astrologije.
Pripada tradiciji zgodnejših babilonskih zvezdnih katalogov vendar predstavlja razširjeno različico, ki temelji na točnejših opazovanjih, izvedenih okoli leta 1000 pr. n. št. Besedilo navaja 66 zvezd in ozvezdij. Poleg tega navaja več znakov, kot so datumi vzhodov, zahodov in kulminacij, na podlagi katerih se lahko razdela osnovna zgradba babilonske zvezdne karte.
Besedilo se je ohranilo kot kopija na paru tablic iz 7. stoletja pr. n. št. z imenom, ki odgovarja prvemu ozvezdju leta MULAPIN »Plug«, ki je identificiran s Trikotnikom in Alamakom (γ Andromede).
Najzgodejše do sedaj odkrito besedilo izhaja iz leta 686 pr. n. št., vendar večina znanstvenikom verjame, da je nastalo okoli leta 1000 pr. n. št. Najkasnejše kopije besedila Mul-Apin so trenutno datirane okoli leta 300 pr. n. št. Astrofizik Bradley Schaefer trdi, da so bila opazovanja, ki jih navajajo tablice, izvedena na območju Ašurja okoli leta 1370 pr. n. št.